# Lauraguèl
Lauraguèl (en francès Lauraguel) és un municipi francès situat al departament de l'Aude i a la regió d'Occitània.